# Alúmen de potássio
O alúmen de potássio ou alúmen (alume) de potassa, popularmente chamado pedra-ume, é o sulfato duplo de alumínio e potássio. Sua fórmula é KAl(SO4)2. É comumente encontrado em sua forma dodecaidratada, como KAl(SO4)2·12(H2O). Apresenta-se também com vinte e quatro moléculas de água de hidratação, KAl(SO4)2·24(H2O).
O alúmen de potássio é o principal constituinte da pedra-ume, historicamente chamada pedra alúmen.

## Características
O alúmen de potássio cristaliza em octaedros regulares, com bordas planas, e é muito solúvel em água. Tem propriedades adstringentes. A solução torna vermelho o azul de tornassol (pH a 5 % = 3,0 a 3,5).  Quando aquecido ao rubro, dá uma massa porosa conhecida como "alúmen queimado". Funde-se a 92 °C, dissolvendo-se totalmente em sua própria água de cristalização. "Alúmen neutro" é obtido mediante a adição de carbonato de sódio a uma solução de alúmen até iniciar-se a separação da alumina.
Como anidro, KAl(SO4)2, possui massa molar de 258.207 g/mol. Na forma KAl(SO4)2·24(H2O), sua massa molar chega a 948.78 g/mol.

## Aplicações
O alúmen de potássio é o principal constituinte da pedra-ume mas não o único, pois a pedra-ume pode conter outros alúmens, como alúmen de sódio.
O alúmen encontra aplicação como um mordente, na preparação de lacas para aderir ao papel artesanal e na clarificação de líquidos turvos (como agente floculante). É também aplicado em fotografia, como endurecedor da gelatina e emulsões. Além disso, é comumente usado em purificação de água, no curtimento de couros, na fabricação de têxteis à prova de fogo. [carece de fontes?]  Além disso, é tradicionalmente empregado como desodorante e nos cuidados pós-barba, por ser um adstringente e hemostático tópico. 

## Ocorrência e formas minerais

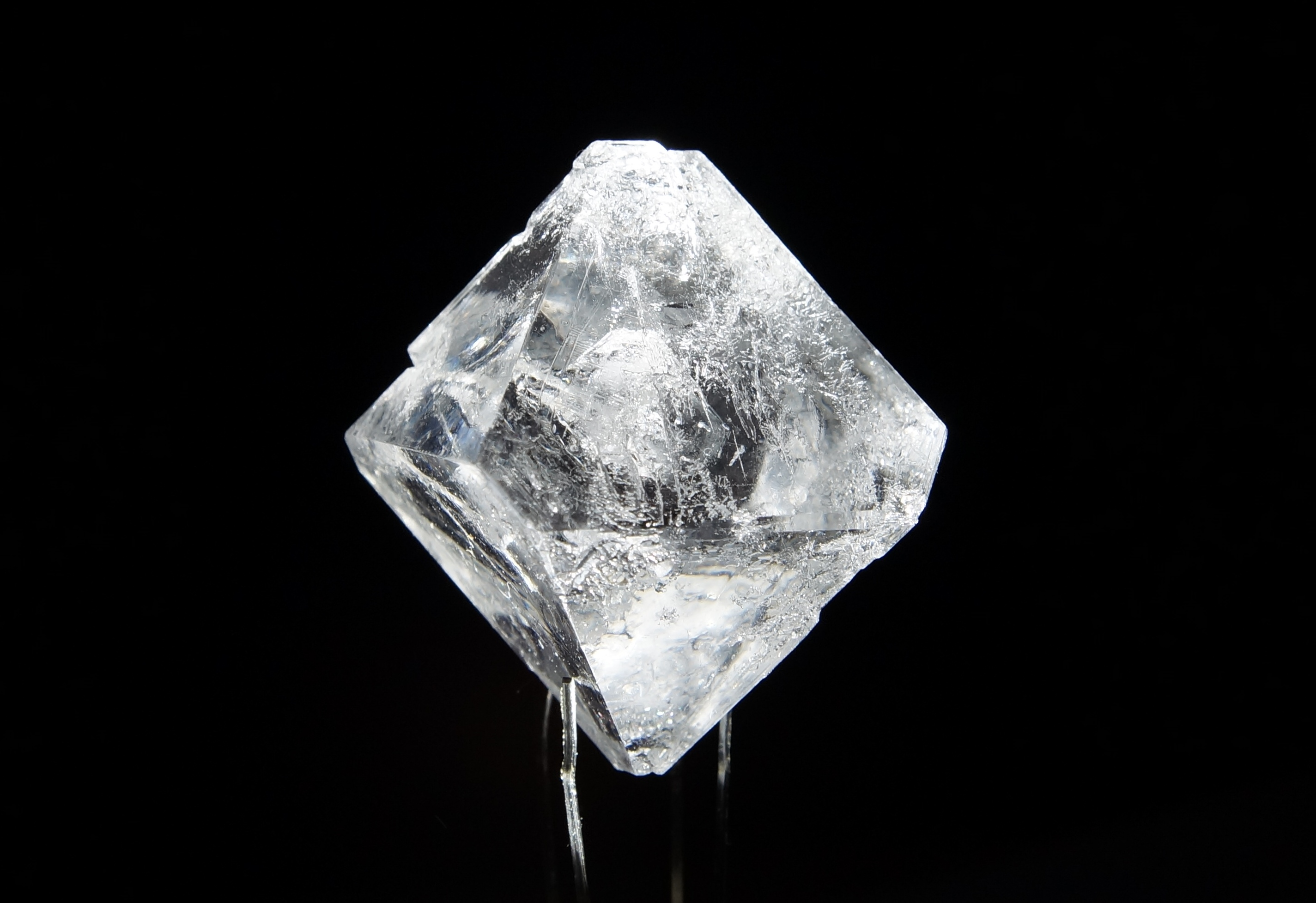

O alúmen de potássio ocorre naturalmente, geralmente como incrustação em rochas, em áreas de meteorização e oxidação de sulfetos minerais e minerais de rolagem de potássio. Alunita é um associado e igualmente fonte de alumínio e potássio, encontrado no Vesúvio (Itália), leste de Springsure (Queensland), Alum Cave, (Tennessee) e Alum Gulch (Arizona), nos EUA.
Suas formas minerais são conhecidas como calunita (kalunite), na forma de rocha, e calinito (kalinite), na forma fibrosa.

## Segurança
O alúmen de potássio não é considerado perigoso, porém pode causar irritação quando em contato com os olhos, ao que se recomenda lavar os olhos e a pele com abundância de água corrente. Pode também irritar os pulmões: no caso de cães e outros animais com olfato super aguçado, o alúmen de potássio pode interferir no sentido do olfato, impedindo que o animal identifiquem odores específicos.